# Ayacucho (Peru)
Ayacucho (más néven Huamanga) egy város Peruban, Ayacucho megye székhelye. 2015-ben lakossága meghaladta a 180 000 főt.

## Földrajz
A város Peru középpontjától kissé délre, Ayacucho megye északi részén található az Andok hegyei között. Több főút keresztezi itt egymást, a település keleti részén pedig egy repülőtér is működik, az Alfredo Mendívil Duarte repülőtér.

## Története
A település neve a kecsua nyelvből származik, azon belül is két szóból: az aya jelentése „lélek”, míg a cuchu jelentése „otthon, zug, kuckó”.
Az 1966-ban felfedezett, Pikimachay („bolhák barlangja”) nevű barlangban talált leletek tanúsága szerint a környék már akár 22 000 évvel ezelőtt is lakott lehetett. Már időszámításunk után, 500 és 1100 között a terület a Vari Birodalomhoz tartozott, sőt, itt épült fel a ma Wari írásmóddal írt nevű főváros, amelynek 50 000-nél is több lakója lehetett. A 15. században az inkák igázták le a vidéket, akik az itteni őslakókat a birodalom más részeire költöztették, ide pedig máshonnan telepítettek be embereket. Így hozták létre a mai Ayacucho helyén a Vilcashuamán nevű vallási–adminisztratív központot, amelynek neve kecsua nyelven „szent sólymot” jelent.
A spanyol hódítók 1532-ben érkeztek meg a térségbe, és kirobbantottak egy körülbelül 1537-ig tartó, számukra győztes háborút az inkákkal. Ezután a közeli pampákon létrehoztak egy települést, amelyet központul szántak a környék gyarmatosításához, ám az időjárási viszonyok miatt hamarosan úgy döntöttek, a települést kissé odébbköltöztetik: az odébbköltöztetett településből alakult ki a mai Ayacucho. Hivatalos alapítási dátumnak 1540. április 25-ét tekintik, az alapító személyének pedig Francisco Pizarrót. A város eredeti neve San Juan de la Frontera de Huamanga volt: a Huamanga nevet mindmáig használják Ayacucho megnevezésére. A következő évek fejlődésének kulcsa az volt, hogy a városon keresztül haladt az az út, amely Limát és Huancavelicát kötötte össze Cuzco, Felső-Peru és a Río de la Plata térségével. Ennek köszönhetően a település a következő századokban kereskedelmi és katonai központtá vált.
A függetlenségi háborúnak fontos eseményei zajlottak a térségben. 1820-ban az úgynevezett „közbenső hadjárat” idején José de San Martín rendelkezéseinek megfelelően Juan Antonio Álvarez de Arenales tábornok csapatai érkeztek meg a városba, azzal a céllal, hogy ebből az irányból támadják meg Limát, miközben San Martín erői a partvidékek felől érik majd el a fővárost. Amikor Arenales megérkezett Huamangába, 1820. november 1-én kikiáltotta a függetlenséget. Csakhogy a háború ezzel még nem ért véget: még több év múlva, 1824-ben is tartott. Ekkor, december 9-én zajlott le a nagy fontosságú ayacuchói csata, amely Antonio José de Sucre marsall győzelmével zárult, és megszilárdította Peru függetlenségét.

## Turizmus, látnivalók
A város gazdag építészeti örökséggel rendelkezik (csak gyarmati kori templomból 33 van), környezete pedig a természeti látnivalókban bővelkedik. Ayacucho főtere a Plaza de Armas: emellett található a barokk és reneszánsz stílusú Szűz Mária-székesegyház, amelyben különleges értéket képvisel a tíz aranyozott retabló. Innen néhány utcasaroknyira délre áll a turisták egyik kedvelt fényképtémája, az ayacuchói diadalív, amelyet egy 1866-os győztes csata emlékére emeltek. A Santa Ana nevű városrészben, ahol többek között egy 500 évesnél is idősebb templom is található, több galéria és kézművesműhely is található, ahol a környék hagyományos anyagaival (például úgynevezett huamangai kővel (ez egyfajta alabástrom), szövetekkel és prémekkel) dolgoznak. Ayacucho mellett található a Wari régészeti lelőhely, amely egész Peruban az egyik legnagyobb kiterjedésű ősitelepülés-maradvány. Ugyancsak a település mellett terül el az Ayacuchói Pampák Történelmi Szentély nevű, 300 hektáros terület is, amit az 1824-es ayacuchói csata helyszínén jelöltek ki. Itt egyrészt az élővilágot is védik, másrészt egy nagyszabású emlékművet is emeltek a csata emlékére.
Az év során számos rendezvényt (fesztivált) is tartanak a városban, például különböző vallási ünnepekhez kapcsolódva, de megünneplik a város alapítási évfordulóját is (április 25. táján), az ayacuchói csatát, valamint tél végén és tavasz elején az ayacuchói karnevált is, amit 2007-ben nemzeti kulturális örökséggé nyilvánítottak.

## Sport
Ahogy egész Peruban, itt is a legnépszerűbb sport a labdarúgás. Az Estadio Ciudad de Cumaná nevű stadion az Ayacucho FC otthona, amelyet csak 2008-ban alapítottak (Club Inti Gas Deportes néven), de rövid időn belül felkerült az első osztályba.

## Képek

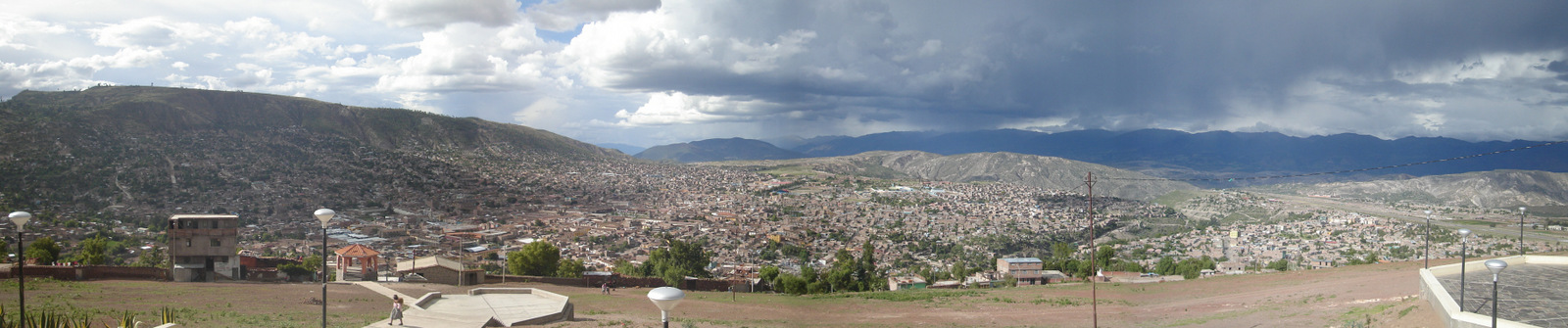
Panorámakép az acuchimayi kilátóból
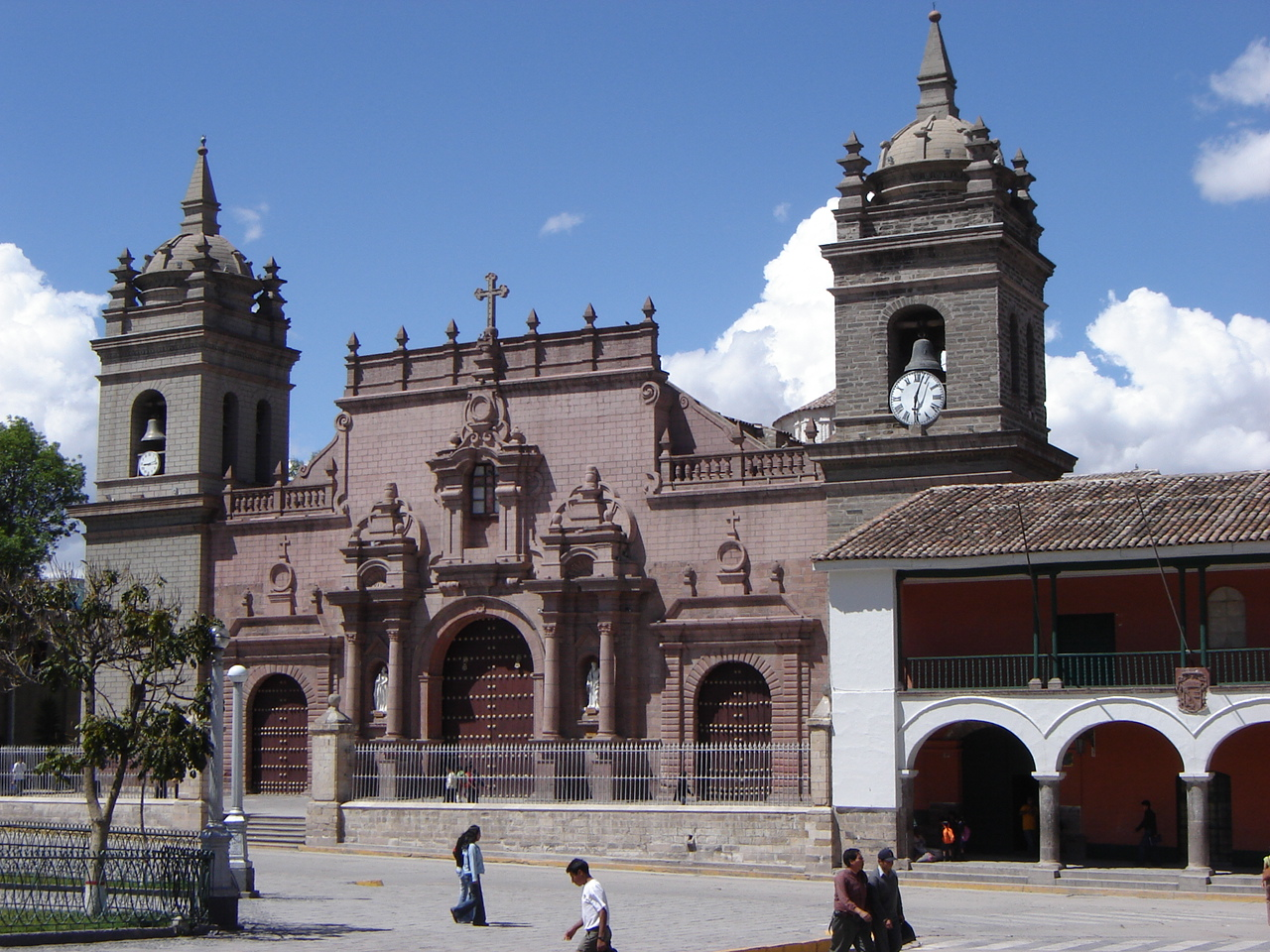
A Szűz Mária-székesegyház
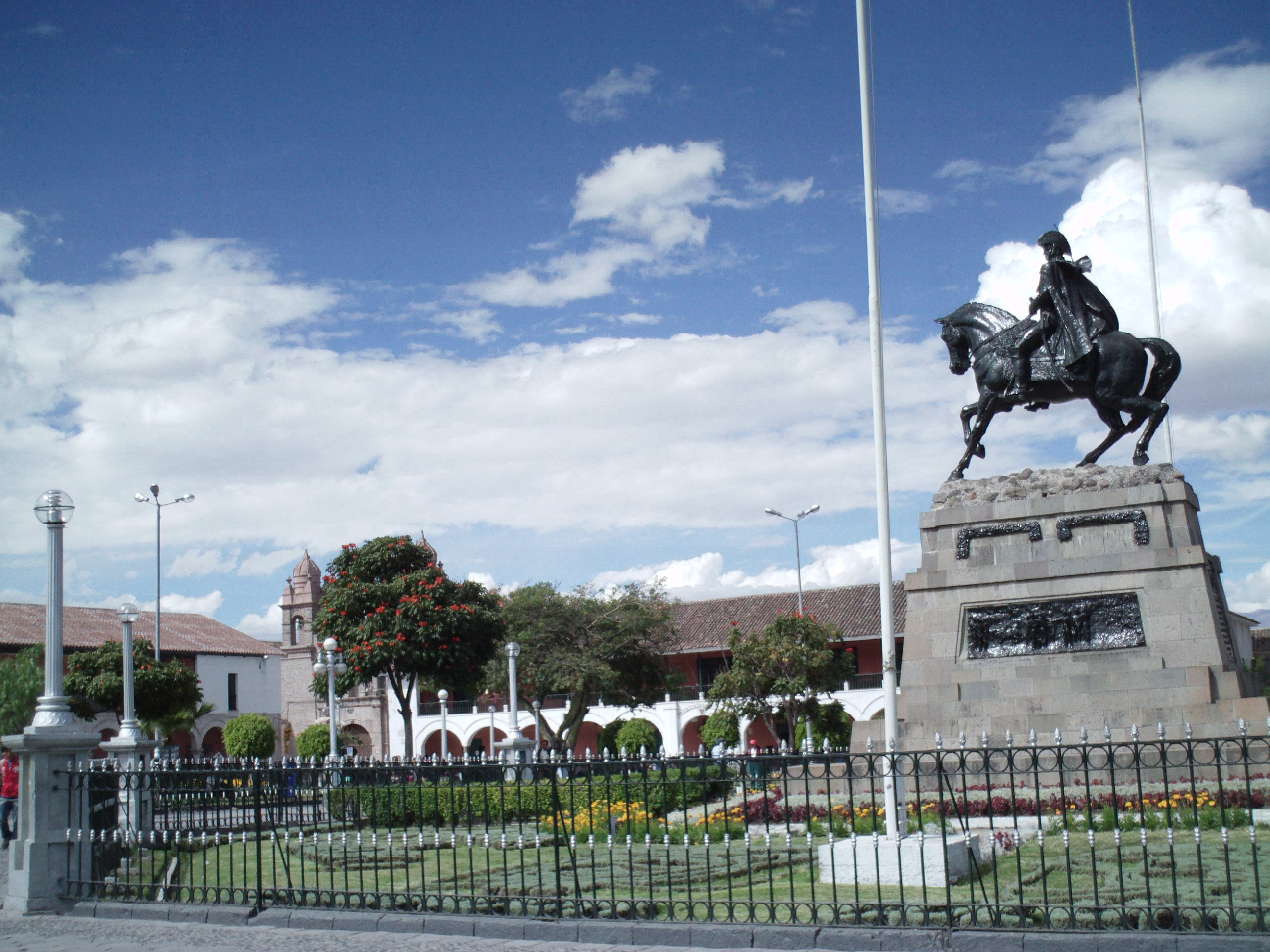
Antonio José de Sucre marsall szobra a Plaza de Armas téren
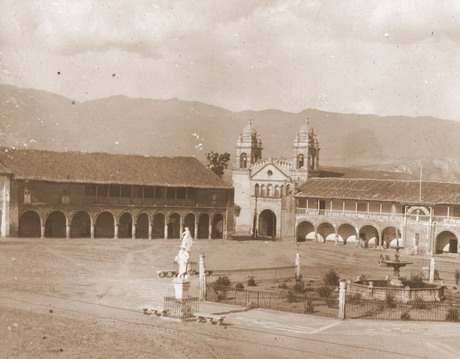
Kép 1920-ból